# Why Angels Cry
Why Angels Cry är en låt framförd av den amerikanska sångerskan Annette Artani. Låten var Cyperns bidrag i Eurovision Song Contest 2006 i Aten i Grekland. Låten är skriven av Peter Yiannakis.
Bidraget framfördes i semifinalen den 18 maj och fick 57 poäng vilket gav en femtonde plats, inte tillräckligt för att gå vidare till finalen.